# Karel Bradač
Karel Bradač, slovenski rogist, * 4. avgust 1943. 
Študij roga je zaključil v razredu prof. Jožeta Falouta na Akademiji za glasbo v Ljubljani. Je dobitnik študentske Prešernove nagrade. Na tekmovanju mladih glasbenikov Jugoslavije je prejel 3. nagrado. V letih 1968 in 1969 se je izpopolnjeval pri prof. L. Thevetu in G. Barboteu na École nationale de Versailles, kjer je leta 1969 prejel prvo nagrado na tekmovanju na šoli. V letih 1960-1968 je bil član Simfoničnega orkestra in pihalnega kvinteta RTV Ljubljana. Od leta 1969-2003 je bil kot hornist zaposlen v orkestru Slovenske filharmonije. Kot solist je nastopal v vseh večjih Jugoslovanskih mestih kakor tudi v tujini (Italija, Avstrija, Nemčija, ...).